# Grube Ecke
Die Grube Ecke war eins der größeren Bergwerke im Gemeindegebiet von Brachbach im Landkreis Altenkirchen in Rheinland-Pfalz.

## Geschichte
1772 wurde die Grube das erste Mal erwähnt. 1841 wurde der Grundstollen angelegt. Dieser hatte eine Länge von 950 m, nach 710 m gab es eine Abzweigung zur Grube Apfelbaum. Am 9. September 1853 fand eine Konsolidation statt. 1873 wurden 18.054 t Eisenerz gefördert, während es 1859 noch 1.322 t waren. Ab 1879 wurde Tiefbau betrieben, im gleichen Jahr der 4,4 × 1,42 m große Schacht angelegt. Er hatte eine Teufe von 157,352 m plus 9 m, die im Sumpf lagen, und einen hölzernen Förderturm. Es bestand eine Verbindung zur Grube Apfelbaumer Zug. Die Förderung 1880 zusammen mit Apfelbaumer Zug betrug 2.565 t Brauneisenstein und 7.011 t Spateisenstein. Zwischen 1908 und 1919 wurde die Förderung eingestellt und anschließend bis zur Stilllegung der Grube im Jahr 1926 wieder gefördert. Bis zu 80 Belegschaftsmitglieder arbeiteten in der Grube.
Das Gangmittel der Grube führte in den oberen Teufen Brauneisenstein, mit zunehmender Teufe allerdings nur noch Spateisenstein.

## Konsolidationen
Konsolidationen gab es mit folgenden Gruben:
- Bock (teilweise im Ortsgebiet von Dermbach), * 27. Juni 1857
- Hausmichel, * 10. September 1858
- Junger Hausmichel, * 26. Juni 1857
- Michel, * 22. September 1860
- Neue Ecke, * 29. Dezember 1852
- Neue Vereinigung (teilweise im Ortsgebiet von Eiserfeld), * 11. September 1880
- Oberster Hausmichel, * 18. Januar 1849
- Sauerborn, Konsolidation: 21. September 1844
- Sauerquelle, * 17. April 1849
- Schöne Ecke, * 27. Juni 1857
- Zugabe (teilweise im Ortsgebiet von Dermbach), * 22. September 1860